# B71 Sandur
Bóltfelagið frá 1971 - bekend onder de naam B71 - is een voetbalclub gevestigd in Sandur op het eiland Sandoy op de Faeröer Eilanden. De vereniging speelt haar wedstrijden op de sportaccommodatie Inni í Dal. De kleuren van B71 zijn geel-blauw.  

## Geschiedenis
Op 1 januari 1970 werd de sportvereniging Sandur Íttrótarfelag opgericht. In het daarop volgende jaar sloten de andere vijf dorpen op Sandoy (Dalur, Húsavík, Skálavík, Skarvanes en Skopun) zich bij deze vereniging aan, en werd de naam gewijzigd in Bóltfelagið frá 1971 (voetbalvereniging van 1971). Zodanig is B71 het representatieve elftal van het gehele eiland Sandoy. 

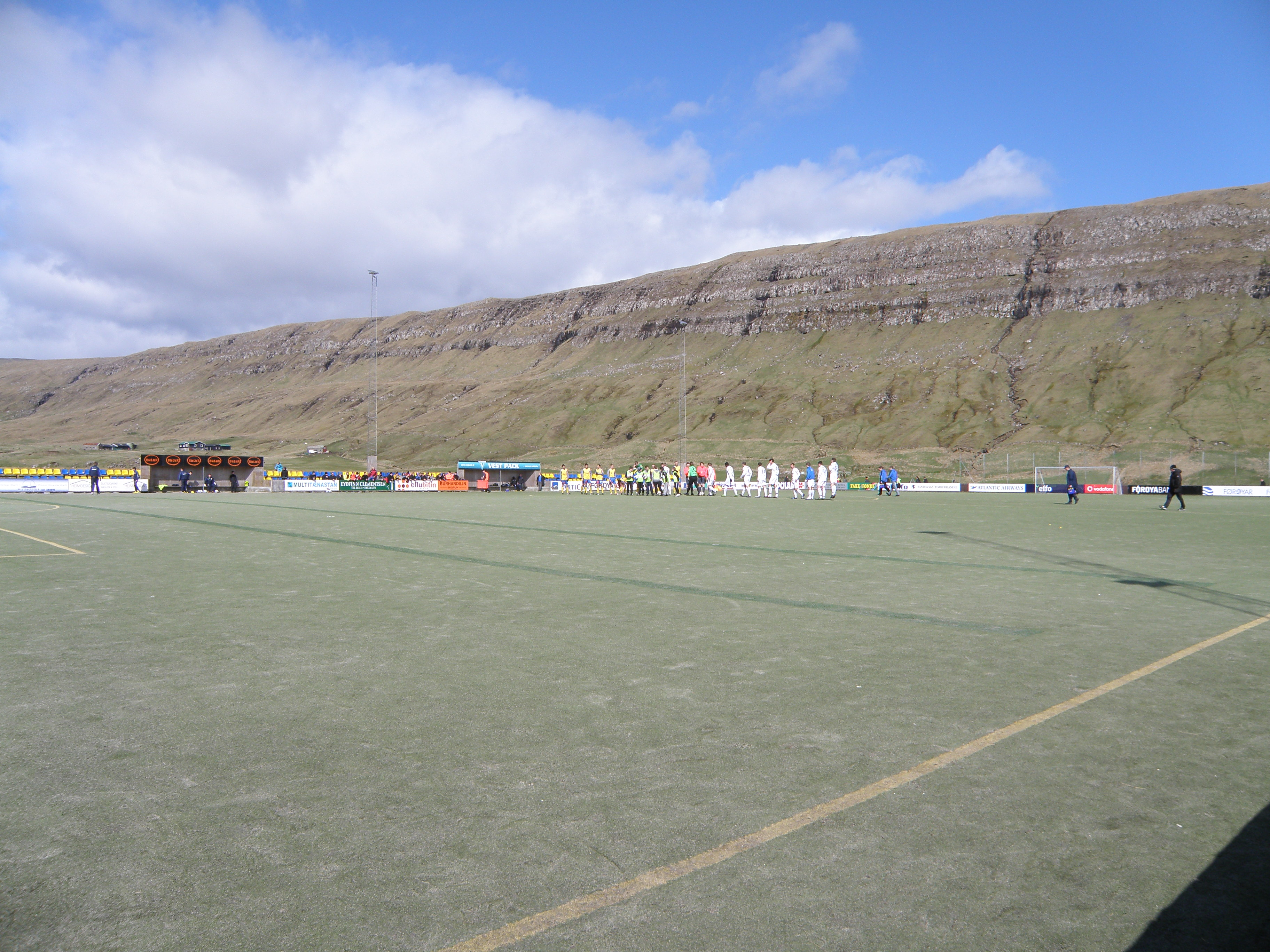
Het Inni í Dal, voor de vervanging van het oude kunstgrasveld in 2011.

B71 speelde in 2007 en 2008 in de Meistaradeildin, maar in 2008 degradeerde de club naar de 1. Deild. Het kon echter direct weer naar het hoogste niveau promoveren en het handhaafde daar zich ternauwernood ten koste van FC Suðuroy. Na twee jaar in de Meistaradeildin te hebben gespeeld, daalde de club in 2011 weer af naar de 1. Deild. 
In 2013 degradeerde de club zelfs naar de 2. Deild. Na drie seizoenen keerde B71 terug in de 1. Deild, maar degradeerde dat seizoen weer. Terug op het derde niveau werd het in 2017 direct kampioen, waardoor B71 in het seizoen 2018 zal uitkomen in de 1. Deild.
Het kunstgrasveld van B71 op de accommodatie Inni í Dal heeft jarenlang te boek gestaan als een zeer slecht bespeelbaar kunstgrasveld. De harde ondergrond met kortpolige kunstgrasvezels en een flinke laag zand was blessuregevoelig. In 2011 werd hoogwaardig kunstgras neergelegd op het sportpark.

### Eindklasseringen
| 1 |

| 3 |

| 1 |

| 1 |

| 10 |

| 1 |

| 8 |

| 4 |

| 3 |

| 4 |

| 8 |

| 10 |

| 1 |

| 8 |

| 8 |

| 9 |

| 2 |

| 6 |

| 2 |

| 2 |

| 1 |

| 8 |

| 9 |

| 2 |

| 8 |

| 10 |

| 8 |

| 10 |

| 2 |

| 7 |

| 10 |

| 1 |

| 8 |

| 7 |

| 8 |

| 4 |

| 4 |

| 5 |

| 4 |

| Niveau 1 | Niveau 2 | Niveau 3 |

Niveau 1 kende in de loop der tijd meerdere namen, meestal vanwege de hoofdsponsor. Zie Meistaradeildin#Competitie.

### In Europa
#Q = #kwalificatieronde, T/U = Thuis/Uit, W = Wedstrijd, PUC = punten UEFA coëfficiënten .
Uitslagen vanuit gezichtspunt B71 
| Seizoen | Competitie   | Ronde | Land             | Club          | Totaalscore | 1e W     | 2e W    | PUC |
| ------- | ------------ | ----- | ---------------- | ------------- | ----------- | -------- | ------- | --- |
| 1994/95 | Europacup II | Q     | Vlag van Finland | HJK Helsinki  | 0-7         | 0-5 (T)* | 0-2 (U) | 0.0 |
| 1996/97 | UEFA Cup     | 1Q    | Vlag van Cyprus  | APOEL Nicosia | 3-9         | 1-5 (T)* | 2-4 (U) | 0.0 |

* thuiswedstrijden in Toftir gespeeld.

## Vrouwen
In de voetbalseizoenen 2000, 2001 en 2003 nam er een vrouwenelftal van B71 deel op het hoogste niveau in de 1. Deild voor vrouwen. In 2003 trok het zich tijdens de competitie waarna alle wedstrijden als niet gespeeld werden verklaard. In 2001 werd met de zesde plaats de hoogste eindrangschikking behaald.